# Lamtemen Timur
Lamtemen Timur is een bestuurslaag in het regentschap Banda Aceh van de provincie Atjeh, Indonesië. Lamtemen Timur telt 4502 inwoners (volkstelling 2010).